# Juna Amiko
A Juna Amiko (magyarul: Fiatal Barát) egy nemzetközi eszperantó magazin 10 és 100 év közötti olvasók számára, amelyet az Eszperantó Pedagógusok Nemzetközi Szövetsége (ILEI) ad ki 1972 óta. A folyóirat főszerkesztője Stano Marcsek 2021. 1987 óta a magazin évente négyszer (februárban, áprilisban, szeptemberben és novemberben), 2017 óta színesen jelenik meg.

## Története
Kurucz Géza volt a magazin alapító szerkesztője és mozgatórugója. Meggyőzte a Magyar Eszperantó Szövetséget (MESZ) egy olyan magazin elindításának fontosságáról,amely jól szolgálná a sok eszperantóul tanuló igényét. Ő, és néhány eszperantó tanár látta, hogy más idegen nyelvet tanulók számára milyen folyóiratok állnak rendelkezésükre. Tisztában volt vele, hogy milyen értéket jelentene valami hasonló eszperantó kiadvány az eszperantó nyelv tanulói számára. Meggyőzte erről az ILEI és a MESZ vezetőséi tagjait is. Folyamatosan szerkesztette a folyóiratot 1973 és 1981 között, amikor átadta Oldrich Kníchalnak, a Magyarországon élő szlovák eszperantistának a szerkesztői stafétát.
Kníchal 1986-ig szerkesztette a kiadványt, amikor átadta a stafétabotot egy másik Magyarországon élő külföldinek, az új-zélandi Stefan MacGillnek. 1996-ban MacGillnek, más ILEI-feladati miatt, le kellett mondania a szerkesztésről. Kurucz 2004-ben ment nyugdíjba, így tudta vállalni ismét a folyóirat szerkesztését. 2005-től a lap felét készítette, amelyet dupla oldalszámmal adtak ki (52 oldal).
2011 elején a 75 éves Kurucz Géza bejelentette nyugdíjazási szándékát. 2013-ban Stefan MacGill az Eszperantó Világszövetség alelnöke lett, így kikerült ILEI elnökségéből. Bejelentette, hogy abbahagyja a Juna Amiko szerkesztését.
MacGill-t a szlovák Stano Marcsek az Eszperantó Akadémia tagja követte. Stefan MacGill és még vagy tucat eszperantista működik közre a magazin szerkesztésében.

## Motiváció és tartalom
Az újság elsősorban azoknak szól, akik már ismerik az eszperantó alapjait, elsajátították az alapvető nyelvtani szabályokat, és szeretnének könnyen eszperantó olvasmányokat találni. A folyóirat munkatársai megpróbálnak könnyű nyelven írni. A megértés megkönnyítése érdekében néha kötőjeleket (-) használ. A nyomtatás a szlovákiai Martinban történik.
A magazinban a következő témakörökben találhatók cikkek:
- szórakozás: képregények, játékok, dalok, keresztrejtvények, vetélkedők
- nyelv: segédanyag a vizsgajegyzetekhez, információk országokról, "Interkulturális világ"
- egyéb: beszélgetési témák, természet rovat, könyvjavaslatok az "Olvass és élvezd!" rovatban

## Fordítás
- Ez a szócikk részben vagy egészben  a   Juna Amiko című eszperantó Wikipédia-szócikk ezen változatának fordításán alapul.  Az eredeti cikk szerkesztőit annak laptörténete sorolja fel. Ez a jelzés csupán a megfogalmazás eredetét és a szerzői jogokat jelzi, nem szolgál a cikkben szereplő információk forrásmegjelöléseként.